# Шутов, Павлин Константинович
Павлин Константинович Шутов (10 января 1910, Свечино, Владимирская губерния — 28 декабря 1997, Рыбницы, Ярославская область) — советский хозяйственный, государственный и политический деятель, Герой Социалистического Труда.

## Биография
Родился в 1910 году в деревне Свечкино (ныне — в Переславском районе Ярославской области). Член КПСС.
С 1932 года — на хозяйственной, общественной и политической работе. В 1932—1970 годах — ветеринарный фельдшер в колхозе «Красный коллективист», участник Великой Отечественной войны, ветеринарный инструктор артиллерийского полка 129-й стрелковой дивизии, ветеринарный фельдшер колхоза «Красный коллективист» Некрасовского района Ярославской области, ветеринарный фельдшер колхоза имени Ильича Некрасовского района Ярославской области.
Указом Президиума Верховного Совета СССР от 6 сентября 1950 года присвоено звание Героя Социалистического Труда с вручением ордена Ленина и золотой медали «Серп и Молот».
Супруга — Шутова, Фелицата Яковлевна — Герой Социалистического Труда.
Умер в селе Рыбницы в 1997 году.